# 弗蘭克敦 (科羅拉多州)
弗蘭克敦（英語：Franktown）是位於美國科羅拉多州道格拉斯縣的一個人口普查指定地區。

## 地理
弗蘭克敦的座標為39°23′25″N 104°45′14″W / 39.39028°N 104.75389°W，而該地最高點為海拔高度1878米（即6161英尺）。

## 人口
根據2010年美國人口普查的數據，弗蘭克敦的面積為7.66平方千米，當中陸地面積為7.62平方千米，而水域面積為0.04平方千米。當地共有人口395人，而人口密度為每平方千米51人。